# Miao Tian
Miao Tian (en chino: 苗甜; Pekín, 18 de enero de 1993) es una deportista china que compite en remo.
Participó en dos Juegos Olímpicos de Verano, obteniendo una medalla de bronce en Tokio 2020, en la prueba de ocho con timonel, y el séptimo lugar en Río de Janeiro 2016, en cuatro sin timonel.
Ganó una medalla de bronce en el Campeonato Mundial de Remo de 2014, en la prueba de cuatro sin timonel.

## Palmarés internacional
| Juegos Olímpicos   | Juegos Olímpicos         | Juegos Olímpicos  | Juegos Olímpicos   |
| Año                | Lugar                    | Medalla           | Prueba             |
| ------------------ | ------------------------ | ----------------- | ------------------ |
| 2020               | Tokio (Japón)            | Medalla de bronce | Ocho con timonel   |
| Campeonato Mundial |                          |                   |                    |
| Año                | Lugar                    | Medalla           | Prueba             |
| 2014               | Ámsterdam (Países Bajos) | Medalla de bronce | Cuatro sin timonel |